# 신월중학교 (서울)
신월중학교(新月中學校)는 대한민국 서울특별시 양천구 신월동에 위치한 공립 중학교이다.

## 학교 연혁
- 1980년 12월 27일 : 신월 중학교 설립인가
- 1981년 3월 1일 : 초대 김창한 교장 취임
- 1981년 3월 2일 : 제1회 입학식(19학급)
- 1981년 5월 20일 : 개교식
- 1983년 3월 1일 : 야구부 창단
- 2016년 7월 12일 : 신월 달마루관 개관식
- 2023년 1월 4일 : 제40회 졸업식(남 115명, 여 84명 계 199명, 졸업생 총 24,485명)
- 2023년 3월 1일 : 제12대 박선준 교장 취임
- 2023년 3월 2일 : 제43회 입학식(남 152명, 여 96명 계 248명)

## 참고 자료
- 신월중학교 - 한국교육학술정보원 학교알리미